# Non eterosessuale
Non eterosessuale è il termine che indica un orientamento o un'identità sessuale che non sia eterosessuale. Il termine aiuta a definire il "concetto di ciò che è la norma e di come un determinato gruppo sia diverso da quella norma". Il non eterosessuale viene utilizzato in campi di studi femministi e di genere, nonché nella letteratura accademica generale per aiutare a distinguere tra identità sessuali scelte, prescritte e semplicemente assunte, con una diversa comprensione delle implicazioni di tali identità sessuali. Il termine è simile a queer, sebbene meno caricato politicamente e più clinico; queer si riferisce generalmente ad essere non normativo e non eterosessuale. Alcuni considerano il termine controverso e peggiorativo in quanto "identifica le persone contro la norma percepita dell'eterosessualità, rafforzando così l'eteronormatività". Altri ancora affermano che non eterosessuale è l'unico termine utile per mantenere la coerenza nella ricerca e suggerire che "evidenzia una lacuna nella nostra lingua intorno all'identità sessuale"; ad esempio, il suo utilizzo può consentire la cancellazione bisessuale.

## Uso
Molte persone gay, lesbiche e bisessuali sono nate in culture e religioni che hanno stigmatizzato, represso o giudicato negativamente qualsiasi sessualità che differiva da un'identità e un orientamento eterosessuali. Inoltre, la maggior parte degli eterosessuali identifica ancora atti non eterosessuali come tabù e i desideri sessuali non convenzionali sono generalmente completamente nascosti o mascherati in vari modi. Il non eterosessuale include maggiormente persone che non si identificano solo come diverse da quelle eterosessuali ma anche come diverse da gay, lesbiche e bisessuali. Alcuni esempi comuni includono lo stesso genere, uomini che fanno sesso con uomini (MSM), donne che fanno sesso con donne (WSW), bi-curiosi e domande. Non eterosessuale è considerato un termine generale migliore rispetto a omosessuale, lesbica e gay, LGBT o queer per essere più neutrale e senza la discriminazione di genere che deriva da molte delle alternative. Ad esempio, fino al 1973, l'American Psychological Association ha individuato l'omosessualità come una malattia mentale, e ancora oggi ha connotazioni negative.
Non eterosessuale si trova principalmente nella ricerca e negli ambienti accademici, forse come mezzo per evitare termini ritenuti politicamente scorretti come lesbica, diga, gay, bisessuale, ecc. che le persone lesbiche, gay e bisessuali (LGB) usano per autodescriversi. Se usati da coloro che non si identificano come LGB o se usati dalle persone LGB in modo denigratorio, i termini sono generalmente considerati peggiorativi, quindi non eterosessuale è un termine predefinito e innocuo che difficilmente offende i lettori. Ad esempio, la scala Kinsey può essere divisa tra quelli esclusivamente eterosessuali e tutti gli altri. Il termine è diventato più importante nel campo accademico a partire dagli anni '80 e in modo più evidente negli anni '90 con importanti studi sulle identità di giovani non eterosessuali e un numero inferiore di studi che si occupano specificamente di studenti universitari non eterosessuali. Non eterosessuale è anche usato per comprendere le persone transgender e intersessuali, perché sebbene si tratti di identità di genere piuttosto che di identità sessuali, si trovano all'interno delle comunità LGBT e queer. Inoltre, non eterosessuale comprende una vasta gamma di termini usati da culture diverse i cui termini non potrebbero mai tradursi in modo chiaro in un'identità omosessuale o bisessuale; per la ricerca e l'estrapolazione dei dati è un termine pratico e accettato.
In un libro del 2004 che integra "le discipline accademiche di studi cinematografici, sociologia, studi culturali e critici" sui fenomeni del Grande Fratello, non eterosessuale è stato usato come termine universale per confrontare le informazioni di oltre trenta paesi. Nell'esplorare e studiare il campo emergente degli anziani gay, lesbiche e bisessuali, il termine non eterosessuale è un termine predefinito per dimostrare che la "vasta maggioranza" della letteratura presume che le persone anziane siano eterosessuali e non faccia "alcuno sforzo" per esplorare le esperienze e gli atteggiamenti di quelli che non lo sono. In Welfare and the State gli autori descrivono i vantaggi percepiti delle lesbiche sul posto di lavoro in quanto, in teoria, non avrebbero figli, quindi sarebbe vantaggioso per la forza lavoro. Gli autori sottolineano, tuttavia, che non solo molte lesbiche hanno figli, ma si identificano abitualmente come eterosessuali per gran parte della loro vita o almeno fino a quando i loro figli non sono abbastanza grandi affinché un'identità non eterosessuale non abbia un impatto negativo sulle loro famiglie.
Non eterosessuale viene utilizzato anche quando si studiano famiglie e strutture familiari lesbiche e gay. È diventato più ampio in questo contesto quando è stato esplorato l'impatto della pandemia di AIDS sulle comunità maschili gay poiché molti uomini gay hanno creato famiglie da estese reti di amici e questi sono diventati i loro sistemi di supporto.

## Critica
L'uso del termine "non eterosessuale" per riferirsi alle persone LGBTQ come termine generale potrebbe perpetuare l'eterosessualità come norma.
Jonathan Ned Katz sostiene che storicamente il termine è stato usato per forzare le persone in una delle due identità distinte; la "normalizzazione di un sesso che era 'etero' proclamava un nuovo separatismo eterosessuale - un apartheid erotico che segregava con forza le persone sessualmente normali dai pervertiti sessuali". Sostiene che rafforza l'idea di " eterosessualità obbligatoria " e che chiunque non rientri in quella categoria va contro la norma. Afferma che l'eterosessualità, come categorizzazione e termine, non fu creata fino alla fine del diciannovesimo secolo, che prima di queste relazioni tra i sessi non si riteneva apertamente sessuale e che in epoca vittoriana il sesso era visto come un atto tra "uomini virili e donne femminili, [come] procreatori, non specificamente come esseri erotici o eterosessuali". Sostiene inoltre che la divisione tra eterosessuale e non eterosessuale avvenne nel 1860 dopo che "la crescita dell'economia di consumo favorì anche una nuova etica del piacere" e l'erotico divenne un bene da acquistare e vendere; allo stesso tempo, "l'aumento del potere e il prestigio dei medici ha permesso a quei professionisti in movimento verso l'alto di prescrivere una nuova sessualità sana". Afferma che ora uomini e donne devono provare piacere nel sesso; le relazioni tra coloro del "sesso opposto" erano considerate salutari e incoraggiate dai medici professionisti; e questa creazione e celebrazione del "Normale Sessuale" alla fine ne ha provocato la sua controparte: il "Pervertito Sessuale", chiunque cadesse fuori dall'ideale eterosessuale. Egli afferma: "Nella sua prima versione, l'imperativo eterosessuale del ventesimo secolo di solito continuava ad associare l'eterosessualità a un presunto "bisogno", "impulso" o "istinto" umano di propagazione, un bisogno di procreazione legato inesorabilmente alla lussuria carnale... lodare per sfogare le emozioni eteroerotiche è stato quindi elogiato perché migliori la capacità di procreare, l'intimità coniugale e la stabilità della famiglia ". L'opposizione di base dei sessi è stata vista come base per un'attrazione sessuale normale e sana. Katz conclude che il termine eterosessualità è stato creato come modo per soggiogare e chiunque non confermasse gli ideali della sessualità. Era un termine che sembrava confermare l'idea che l'eterosessualità fosse la norma, la versione sana della sessualità umana.
Margaret Denike e Patrick Hopkins hanno sostenuto che "l'eterosessismo e l'omofobia sono fondati e sostenuti da categorie di genere, in particolare il presupposto che vi siano ruoli e identità di genere maschili e femminili distinti e appropriati rispetto ai quali misurare la deviazione". Secondo Erika Feigenbaum, l'uso del termine non eterosessuale indica una deviazione da ciò che è accettabile nella società evidenziando la giustapposizione tra l'ideale eterosessuale e un ideale non eterosessuale, affermando che "l'eterosessismo riguarda il dominio e le pratiche che lo supportano sono spesso replicate, rafforzate e riflesse dagli atteggiamenti, dai comportamenti e dalle pratiche persino dei migliori alleati ".
Sebbene la "non eterosessualità" sia considerata un termine generale per tutte le identità LGBTQ, viene spesso interpretata come un'altra parola per omosessuale che contribuisce alla continuazione della sistematica cancellazione bisessuale. La bisessualità è stata messa in ombra e ignorata a lungo a favore della credenza nella monosessualità, "[rappresenta] un punto cieco nella ricerca sessuale". Il termine non eterosessuale suggerisce una divisione tra eterosessuale e omosessuale, la dicotomia eterosessuale-omosessuale, piuttosto che il continuum eterosessuale-omosessuale, che spiega identità che non sono esclusivamente eterosessuali o omosessuali. Separando le identità in o, le identità bisessuali vengono lasciate in un luogo di ambiguità, "i bisessuali trasgrediscono i confini delle comunità identificate sessualmente e quindi sono sempre dentro e fuori una diversità di comunità in conflitto". La dicotomia implicita omosessuale-eterosessuale che il termine mette in atto nega il suo uso come termine veramente inclusivo; "[le] categorie sono costruite in modo tale da consentire a tutti di accedere a una e una sola, e insistere sul fatto che chiunque non sia già situato ordinatamente in una categoria o nell'altra dovrebbe essere sulla strada giusta per una." Questa attenzione alla 'o' logica, eterosessualità o non eterosessualità, in cui la non eterosessualità è strettamente associata all'omosessualità piuttosto che alla categoria queer, indebolisce coloro i quali il termine tenta di descrivere; "dove la bisessualità merita una menzione, viene quasi sempre reso un sottoprodotto epistemologico e accidentale, un effetto secondario o un risultato definitivo dell'opposizione tra etero / omosessualità."
La non eterosessualità viene spesso utilizzata per descrivere quelli nella comunità LGBT + con identità non cisgender. Ciò è considerato problematico in quanto l'orientamento sessuale e l'identità di genere sono diversi. Tuttavia, la distinzione tra i due è relativamente moderna. Storicamente "[le persone transgender] sono state classificate come omosessuali da tutti, compresi i medici specializzati nel loro trattamento, ed è solo negli ultimi cinquant'anni che il transgender è stato teorizzato come diverso dall'omosessualità". Molte persone non riescono ancora a capire o fare la distinzione tra minoranze di genere e minoranze sessuali.
Le persone queer "sono spesso tenute a spiegare le [loro] identificazioni sessuali dimostrando [la loro] normalità (cioè, [sono] all'interno della sfera dell'eteronormatività), o accettando che la [loro] differenza dalla norma eterosessuale costituisce una qualche forma di essenza ". Il termine non eterosessuale viene utilizzato per evidenziare la differenza assoluta tra identità eterosessuale e queer. Il linguaggio deve cambiare per descrivere le persone LGBTQ come esseri autonomi "piuttosto che considerarli [solo] esclusivamente come esseri sessuali costituiti all'interno di una logica eterosessuale di identità o differenza". Il binario implicito che il termine non eterosessuale perpetua cancella quelli le cui identità rientrano nello spettro tra eterosessualità e omosessualità. La dicotomia etero/omosessuale continua la cancellazione sistematica delle identità bisessuali enfatizzando una presunta opposizione con nulla di permesso in mezzo. Ignora coloro che si identificano come non binari, poiché il termine non eterosessualità è stato interpretato nel senso di categorizzare coloro che sono attratti sessualmente da persone dello "stesso sesso" rispetto a quelli che sono attratti da quelli di "sesso opposto".